# Oedemopsis
Oedemopsis  (лат.) — род наездников из семейства Ichneumonidae (подсемейство Tryphoninae).

## Распространение
Распространён в Северной Америке, Палеарктике, в неотропической и ориентальной областях. Известно около 20 видов.

## Описание
Мелкие наездники, в длину достигают 3—5 мм.

## Экология
Представители рода — эктопаразиты мелких чешуекрылых семейства листовёрток.

## Список видов
Некоторые виды рода:
- Oedemopsis scabricula Gravenhorst, 1829
- Oedemopsis angusta Momoi, 1970)
- Oedemopsis admirabilis Kasparyan, 1977